# Quatre rois mohawks

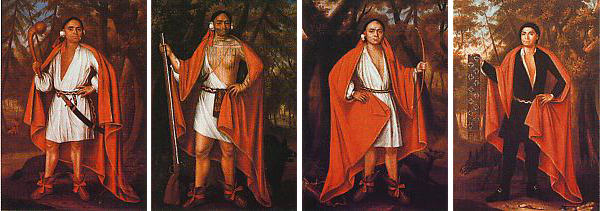
Peinture intitulée Les quatre rois indiens (Four Indian Kings) réalisée par John Verelst en 1710. De gauche à droite : Etow Oh Koam, Sa Ga Yeath Qua Pieth Tow, Ho Nee Yeath Taw No Row et Tee Yee Neen Ho Ga Row. (Archives nationales du Canada - Artiste : John (ou Jan) Verelst C-092421, C-092419, C-092417, C-092415)

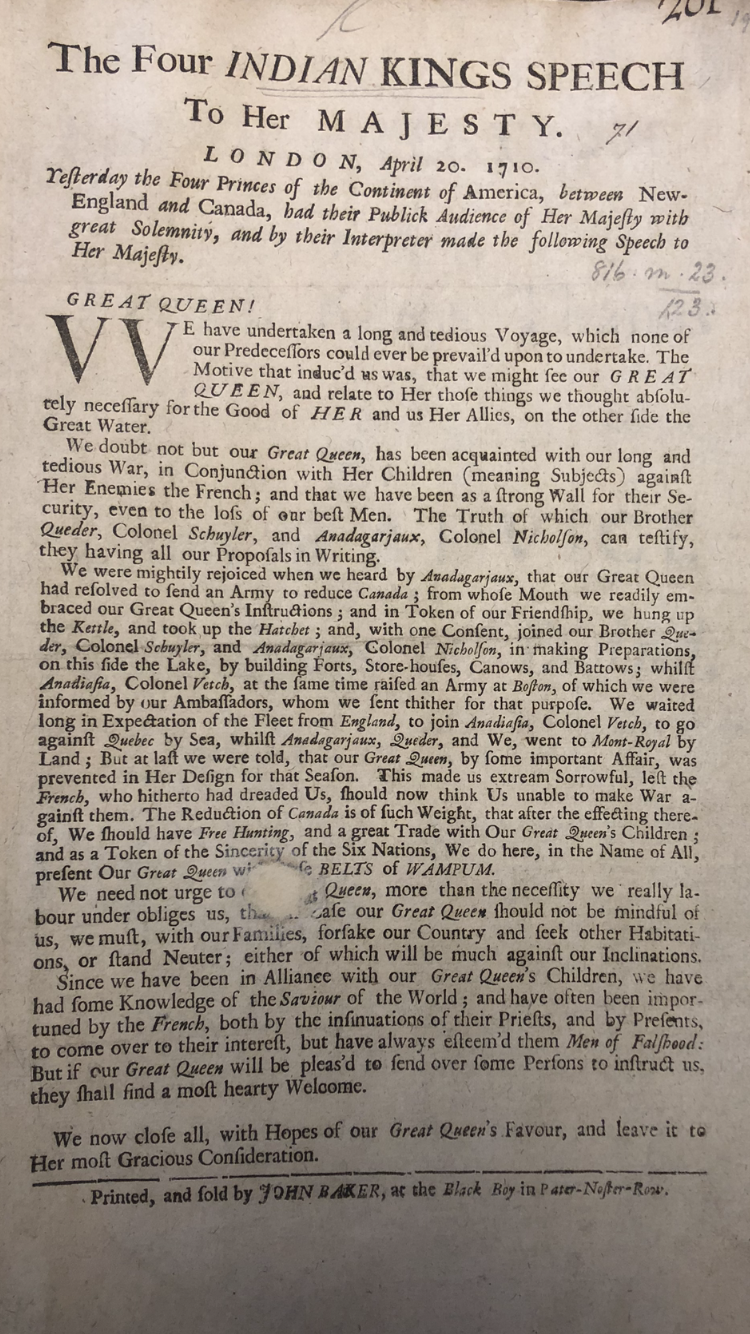
Le discours des Quatre Rois Indiens à Sa Majesté, publié à Londres par John Baker. Il s'agit d'une transcription du discours que les Quatre Rois ont prononcé devant la reine Anne le 20 avril 1710.

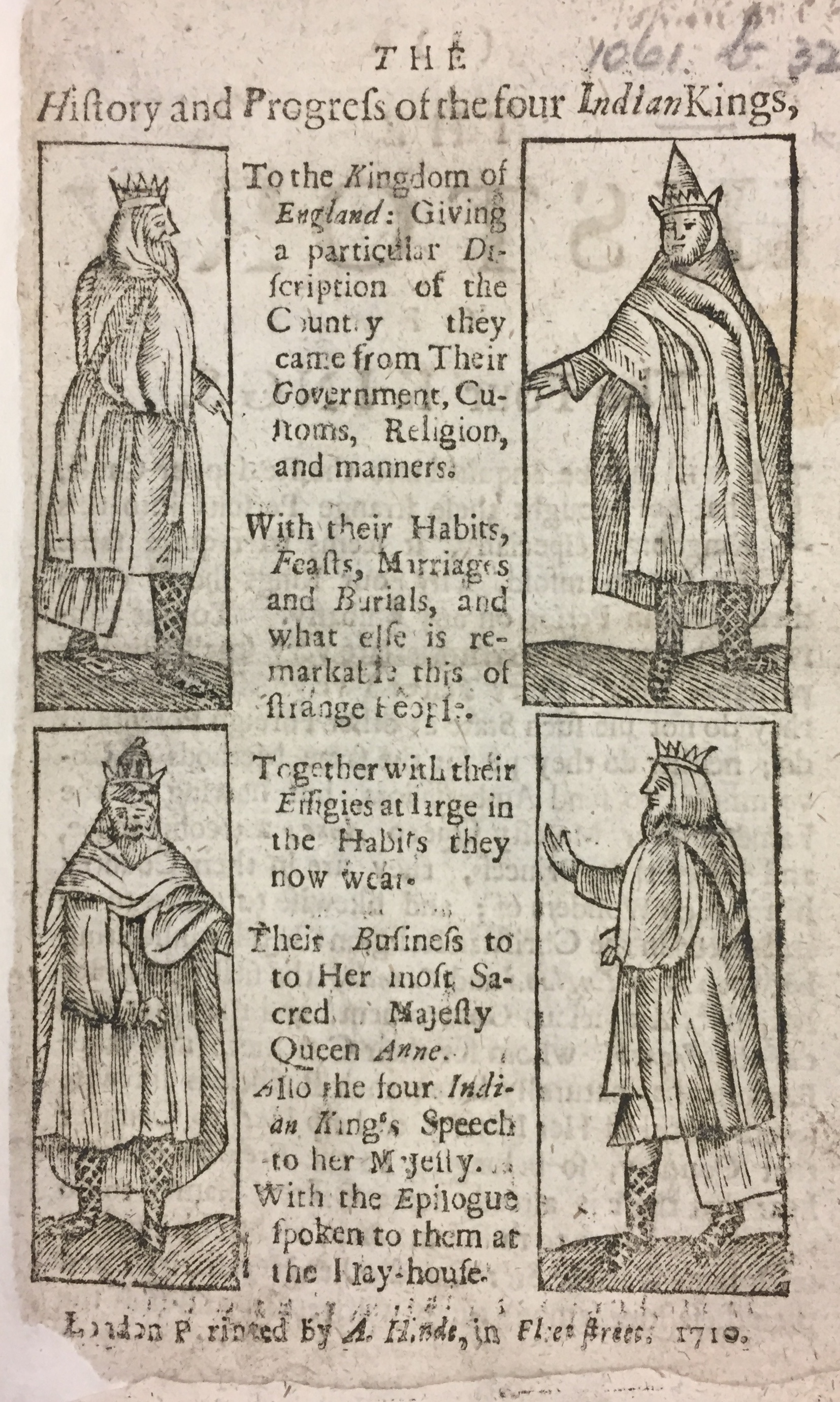
Feuillet imprimé à Londres en 1710 qui décrit et représente les quatre rois mohawks.

Les quatre rois mohawks (aussi connus sous le nom des quatre rois indiens ou des quatre rois du Nouveau Monde) étaient trois chefs mohawks de l'une des cinq nations de la Confédération iroquoise et un chef mohican des peuples algonquins, dont les portraits ont été réalisés par le peintre néerlandais John Verelst à Londres pour commémorer leur voyage en 1710 pour rencontrer la reine Anne de Grande-Bretagne.

## Contexte historique: une visite diplomatique à la Cour de la reine Anne
Les trois chefs (ou sachems) étaient : Sa Ga Yeath Qua Pieth Tow, roi des Maquas du clan de l'Ours (dont le nom christianisé était Peter Brant et qui fut le grand-père du chef mohawk Joseph Brant) ; Ho Nee Yeath Taw No Row, roi des Nations Generethgarich du clan du Loup ; et Tee Yee Ho Ga Row, du clan du Loup également, également connu sous le nom de Hendrick Tejonihokarawa ou roi Hendrick. Le chef (ou sachem) mohican était Etow Oh Koam, du clan de la Tortue, roi de la nation River. 
Les quatre chefs autochtones se sont rendus à la Cour de la reine Anne en 1710 dans le cadre d'une visite diplomatique organisée par Pieter Schuyler, maire d'Albany, New York. Ils ont été reçus à Londres en tant que diplomates, transportés dans les rues de la ville dans des voitures royales et reçus par la reine Anne à la Cour du Palais Saint-James. Durant leur séjour dans la capitale britannique, ils ont notamment visité la tour de Londres et la cathédrale Saint-Paul.
En plus de demander une aide militaire pour se défendre contre les Français, les chefs demandent des missionnaires pour contrebalancer l'influence des jésuites français, qui avaient converti de nombreux Mohawks au catholicisme. La reine Anne en informe l'archevêque de Cantorbéry, Thomas Tenison, et une mission est autorisée. Le maire Schuyler fait construire une chapelle l'année suivante à Fort Hunter (situé près du village mohawk « Lower Castle ») le long de la rivière Mohawk. La reine Anne a envoyé en cadeau un ensemble de communion en argent et un orgue à roseaux. Le village mohawk connu sous le nom de « château inférieur » est devenu principalement christianisé au début du XVIIIe siècle, contrairement au « château supérieur » de Canajoharie plus en amont. Aucune mission à ce dernier n'a été fondée jusqu'en 1769, lorsque William Johnson, l'agent britannique auprès des Iroquois, a construit l'église du château indien, toujours debout.  

## Réception de cette visite diplomatique dans les arts et la culture

### Portraits officiels réalisés par John Verelst
Reçus en grand apparat lors de leur séjour à Londres, les quatre rois ont marqué les consciences et l'imaginaire des Britanniques : à l'occasion de leur venue, et plus tard encore, des poèmes, des ballades et de la musique ont été écrits à leur sujet. Également, pour commémorer la visite des rois à Londres, la reine Anne a chargé John Verelst, un portraitiste néerlandais résidant à Londres, de peindre leurs portraits officiels. Ces peintures ont été exposées au palais de Kensington jusqu'en 1977, date à laquelle elles ont été acquises par le Canada grâce à une subvention spéciale du gouvernement canadien. Il s'agit des premiers portraits à l'huile connus de la vie des Autochtones d'Amérique du Nord. Les « quatre rois indiens » étaient si populaires que le graveur John Simon a créé des gravures d'après ces peintures, qui sont aujourd'hui conservées dans les collections de la British Library.

### Expositions des portraits
Les quatre portraits réalisés par John Verelst ont été montrés au public au sein de l'exposition The Four Indian Kings, organisée à Ottawa par les Archives publiques du Canada du 16 octobre au 20 novembre 1977. En 2007, les quatre œuvres sont prêtées par le Canada à la National Portrait Gallery à Londres à l'occasion de l'exposition Between Worlds: Voyagers to Britain, 1700-1850,. Du 12 septembre 2008 au 25 janvier 2009, la National Portrait Gallery à Washington présente ces portraits dans une exposition qui leur est entièrement consacrée, intitulée Four Indian Kings.

## Les quatre rois

### Sa Ga Yeath Qua Pieth Tow, roi des Maquas
Sa Ga Yeath Qua Pieth Tow était l'un des trois chefs haudenosaunee qui se sont rendus en Grande-Bretagne pour rencontrer la reine. Il est un chef mohawk et membre du clan de l'Ours. Lors de sa visite, Sa Ga Yeath Qua Pieth Tow s'est fait baptiser Peter Brant. Il était le grand-père du célèbre chef iroquois Joseph Brant. Le portrait de Sa Ga Yeath Qua Pieth Tow exécuté par John Verelst est un excellent témoigne de la pratiques des tatouages autochtones du XVIIIe siècle. 

### Ho Nee Yeath Taw No Row, roi des Nations Generethgarich
Ho Nee Yeath Taw No Row est né dans ce qui est maintenant le nord de l'État de New York. Il était l'un des trois chefs haudenosaunee qui se sont rendus en Grande-Bretagne pour rencontrer la reine. Ho Nee Yeath Taw No Row a été baptisé puis appelé John. Ho Nee Yeath Taw No Row faisait partie du clan du Loup, et c'est pourquoi un loup est représenté avec lui dans son portrait par John Verelst. Tout comme les autres chefs, les marques symboliques de la peau, les vêtements et les objets magnifiques étaient tous des moyens par lesquels les diplomates autochtones démontraient leurs valeurs et leur statut.

### Etow Oh Koam, roi de la nation River
Etow Oh Koam était un chef mohican et non haudenosaunee, mais il a également voyagé avec les autres chefs en Grande-Bretagne pour rencontrer la reine Anne. Dans le portrait réalisé par John Verelst, il tient une massue à tête sphérique en bois sculpté, qui montre son statut de guerrier.

### Tee Yee Ho Ga Row (Hendrick Tejonihokarawa ou roi Hendrick)
Tee Yee Ho Ga Row (baptisé Hendrick) était le troisième des trois chefs Haudenosaunee à se rendre en Grande-Bretagne pour rencontrer la reine. Il est surnommé l'Empereur des Six Nations. Tee Yee Ho Ga Row est représenté dans son portrait par Verelst comme tenant une ceinture de wampum. La ceinture de wampum était un élément important pour le peuple iroquois qui sert à se souvenir de la réunion et à représenter une alliance qui ne peut être rompue à moins que la ceinture ne soit rendue. Les habitants de Londres ont décrit Tee Yee Ho Ga Row comme grand et beau. Il avait environ trente ans au moment de son voyage à Londres ; il était décrit comme un homme puissant parmi son peuple et comme un bon ami des Anglais. 